# Port lotniczy Ankara
Port lotniczy Ankara-Esenboğa – międzynarodowy port lotniczy położony 28 km na północny wschód od Ankary. Jest jednym z największych portów lotniczych w Turcji. W 2014 obsłużył 11 mln pasażerów.

## Linie lotnicze i połączenia
| Linia Lotnicza      | Kierunek |
| ------------------- | --- |
| Air Albania         | 1. Tirana (od 6 kwietnia 2024) |
| Air Serbia          | Sezonowo: 1. Belgrad |
| AnadoluJet          | 1. Adana 2. Adıyaman 3. Ağrı 4. Ałmaty 5. Amman 6. Amsterdam 7. Antalya 8. Astana 9. Bagdad 10. Baku 11. Batman 12. Bejrut 13. Belgrad 14. Berlin 15. Bingöl 16. Biszkek 17. Bodrum 18. Bursa 19. Çanakkale 20. Dalaman 21. Diyarbakır 22. Düsseldorf 23. Edremit 24. Elazığ 25. / Ercan 26. Erzincan 27. Erzurum 28. Frankfurt 29. Gaziantep 30. Gazipaşa 31. Hakkari 32. Hatay 33. Iğdır 34. Stambuł-Sabiha Gökçen 35. Izmir 36. Kahramanmaraş 37. Kars 38. Londyn-Stansted 39. Malatya 40. Mardin 41. Moskwa-Wnukowo 42. Muş 43. Ordu–Giresun 44. Paryż-Charles de Gaulle 45. Rize–Artvin 46. Samsun 47. Şanlıurfa 48. Siirt 49. Şırnak 50. Taszkent 51. Teheran-Imam Khomeini 52. Tokat 53. Trabzon 54. Wan 55. Wiedeń Sezonowo: 1. Bruksela 2. Kolonia/Bonn 3. Hamburg 4. Monachium 5. Sztokholm-Arlanda 6. Stuttgart |
| ATA Airlines        | 1. Teheran-Imam Khomeini |
| Azerbaijan Airlines | 1. Baku |
| Caspian Airlines    | 1. Teheran-Imam Khomeini 2. Tebriz |
| Corendon Airlines   | Sezonowo: 1. Kolonia/Bonn 2. Düsseldorf 3. Norymberga |
| FlyArystan          | 1. Astana |
| Fly Baghdad         | 1. Bagdad 2. Irbil |
| Flydubai            | 1. Dubaj |
| Flynas              | 1. Dżudda 2. Medyna |
| Iraqi Airways       | 1. Bagdad 2. Irbil 3. Kirkuk |
| Kam Air             | 1. Kabul |
| Mahan Airlines      | 1. Teheran-Imam Khomeini |
| Pegasus Airlines    | 1. Ałmaty 2. Amman 3. Antalya 4. Bodrum 5. Bukareszt 6. Kolonia/Bonn 7. Tekirdağ 8. Dubaj 9. Düsseldorf 10. Irbil 11. / Ercan 12. Frankfurt 13. Hamburg 14. Stambuł-Sabiha Gökçen 15. Izmir 16. Kraków 17. Londyn-Stansted 18. Szardża 19. Sztokholm-Arlanda 20. Stuttgart 21. Tbilisi 22. Teheran-Imam Khomeini 23. Wiedeń Sezonowo: 1. Berlin 2. Moskwa-Domodiedowo 3. Warszawa-Okęcie |
| Qatar Airways       | 1. Doha |
| Qeshm Air           | 1. Teheran-Imam Khomeini |
| Saudia              | 1. Dżudda 2. Medyna |
| Sepehran Airlines   | 1. Teheran-Imam Khomeini |
| SunExpress          | 1. Düsseldorf 2. Frankfurt 3. Hanower 4. Monachium Sezonowo: 1. Amsterdam 2. Berlin 3. Bruksela 4. Kolonia/Bonn 5. Kopenhaga 6. Hamburg 7. Sztokholm-Arlanda 8. Stuttgart 9. Tbilisi 10. Wiedeń 11. Zurych |
| Transavia.com       | 1. Paryż-Orly |
| Turkish Airlines    | 1. Stambuł 2. Moskwa-Wnukowo Sezonowo: 1. Dżudda 2. Medyna |
| UR Airlines         | 1. Bagdad |
| Uzbekistan Airways  | 1. Taszkent |
| Wizz Air            | 1. Abu Zabi |